# Agrotis predotai
Agrotis predotai är en fjärilsart som beskrevs av Hanan Bytinski-salz 1937. Agrotis predotai ingår i släktet Agrotis och familjen nattflyn. Inga underarter finns listade i Catalogue of Life.